# 街津山国家森林公园
街津山国家森林公园是位于中国黑龙江省佳木斯市同江市的国家森林公园，设立于1992年9月，总面积为13570公顷，平均海拔491米，是国家3A级旅游景区。
园区内划分为管理生活区、核心景观区、生态保育区和一般游憩区四个功能分区。

## 地理概况
街津山国家森林公园位于黑龙江省佳木斯市同江市东北部街津口赫哲族乡境内，地处黑龙江南岸，隔江与俄罗斯下列宁斯科耶相望。森林公园距离佳木斯市269千米，距离同江市45千米。森林公园所在的街津山属于完达山余脉低山区，最高海拔553米。
园区内分布有黑龙江、莲花河和得日乞河等多条河流。

## 气候
该地区属于中温带大陆性季风气候，四季分明。年平均气温为3.1 ℃，年均降水量521.3毫米。